# Washington Redskins 1998
La stagione 1998 dei Washington Redskins è stata la 67ª della franchigia nella National Football League e la 62ª a Washington. La squadra terminò con un record di 6-10, mancando l'accesso ai playoff per la sesta stagione consecutiva. I Redskins persero tutte le prime sette partite prima di avere un bilancio parziale di 6-3 nella seconda parte della stagione.

## Calendario
| Stagione regolare |                    |                        |                    |                    |
| Turno             | Data               | Avversario             | Risultato          | Pubblico           |
| 1                 | 6 settembre 1998   | at New York Giants     | S 31–24            | 76,629             |
| 2                 | 14 settembre 1998  | San Francisco 49ers    | S 45–10            | 76,798             |
| 3                 | 20 settembre 1998  | at Seattle Seahawks    | S 24–14            | 63,336             |
| 4                 | 27 settembre 1998  | Denver Broncos         | S 38–16            | 71,880             |
| 5                 | 4 ottobre 1998     | Dallas Cowboys         | S 31–10            | 72,284             |
| 6                 | 11 ottobre 1998    | at Philadelphia Eagles | S 17–12            | 66,183             |
| 7                 | 18 ottobre 1998    | at Minnesota Vikings   | S 41–7             | 64,004             |
| 8                 | Settimana di pausa | Settimana di pausa     | Settimana di pausa | Settimana di pausa |
| 9                 | 1 novembre 1998    | New York Giants        | V 21–14            | 67,976             |
| 10                | 8 novembre 1998    | at Arizona Cardinals   | S 29–27            | 55,950             |
| 11                | 15 novembre 1998   | Philadelphia Eagles    | V 28–3             | 57,704             |
| 12                | 22 novembre 1998   | Arizona Cardinals      | S 45–42            | 63,435             |
| 13                | 29 novembre 1998   | at Oakland Raiders     | V 29–19            | 41,409             |
| 14                | 6 dicembre 1998    | San Diego Chargers     | V 24–20            | 65,713             |
| 15                | 13 dicembre 1998   | at Carolina Panthers   | V 28–25            | 46,940             |
| 16                | 19 dicembre 1998   | Tampa Bay Buccaneers   | V 20–16            | 66,309             |
| 17                | 27 dicembre 1998   | at Dallas Cowboys      | S 23–7             | 63,565             |

## Classifiche
| NFC East              |    |    |   |      |     |     |     |
|                       | V  | S  | P | %    | PF  | PS  | STR |
| (3) Dallas Cowboys    | 10 | 6  | 0 | .625 | 381 | 275 | V2  |
| (6) Arizona Cardinals | 9  | 7  | 0 | .563 | 325 | 378 | V3  |
| New York Giants       | 8  | 8  | 0 | .500 | 287 | 309 | V4  |
| Washington Redskins   | 6  | 10 | 0 | .375 | 319 | 421 | S1  |
| Philadelphia Eagles   | 3  | 13 | 0 | .188 | 161 | 344 | S3  |